# Histoire du Yukon
 (février 2024).
L'actualité au Yukon, territoire du Nord du Canada, par année.

## Depuis son entrée dans la confédération canadienne
En tant que Territoire

### Années 1890
- 1898 au Yukon
- 1899 au Yukon

### Années 1900
- 1900 au Yukon
- 1901 au Yukon
- 1902 au Yukon
- 1903 au Yukon
- 1904 au Yukon
- 1905 au Yukon
- 1906 au Yukon
- 1907 au Yukon
- 1908 au Yukon
- 1909 au Yukon

### Années 1910
- 1910 au Yukon
- 1911 au Yukon
- 1912 au Yukon
- 1913 au Yukon
- 1914 au Yukon
- 1915 au Yukon
- 1916 au Yukon
- 1917 au Yukon
- 1918 au Yukon
- 1919 au Yukon

### Années 1920
- 1920 au Yukon
- 1921 au Yukon
- 1922 au Yukon
- 1923 au Yukon
- 1924 au Yukon
- 1925 au Yukon
- 1926 au Yukon
- 1927 au Yukon
- 1928 au Yukon
- 1929 au Yukon

### Années 1930
- 1930 au Yukon
- 1931 au Yukon
- 1932 au Yukon
- 1933 au Yukon
- 1934 au Yukon
- 1935 au Yukon
- 1936 au Yukon
- 1937 au Yukon
- 1938 au Yukon
- 1939 au Yukon

### Années 1940
- 1940 au Yukon
- 1941 au Yukon
- 1942 au Yukon
- 1943 au Yukon
- 1944 au Yukon
- 1945 au Yukon
- 1946 au Yukon
- 1947 au Yukon
- 1948 au Yukon
- 1949 au Yukon

### Années 1950
- 1950 au Yukon
- 1951 au Yukon
- 1952 au Yukon
- 1953 au Yukon
- 1954 au Yukon
- 1955 au Yukon
- 1956 au Yukon
- 1957 au Yukon
- 1958 au Yukon
- 1959 au Yukon

### Années 1960
- 1960 au Yukon
- 1961 au Yukon
- 1962 au Yukon
- 1963 au Yukon
- 1964 au Yukon
- 1965 au Yukon
- 1966 au Yukon
- 1967 au Yukon
- 1968 au Yukon
- 1969 au Yukon

### Années 1970
- 1970 au Yukon
- 1971 au Yukon
- 1972 au Yukon
- 1973 au Yukon
- 1974 au Yukon
- 1975 au Yukon
- 1976 au Yukon
- 1977 au Yukon
- 1978 au Yukon
- 1979 au Yukon

### Années 1980
- 1980 au Yukon
- 1981 au Yukon
- 1982 au Yukon
- 1983 au Yukon
- 1984 au Yukon
- 1985 au Yukon
- 1986 au Yukon
- 1987 au Yukon
- 1988 au Yukon
- 1989 au Yukon

### Années 1990
- 1990 au Yukon
- 1991 au Yukon
- 1992 au Yukon
- 1993 au Yukon
- 1994 au Yukon
- 1995 au Yukon
- 1996 au Yukon
- 1997 au Yukon
- 1998 au Yukon
- 1999 au Yukon

### Années 2000
- 2000 au Yukon
- 2001 au Yukon
- 2002 au Yukon
- 2003 au Yukon
- 2004 au Yukon
- 2005 au Yukon
- 2006 au Yukon
- 2007 au Yukon
- 2008 au Yukon
- 2009 au Yukon

### Années 2010
- 2010 au Yukon
- 2011 au Yukon
- 2012 au Yukon
- 2013 au Yukon
- 2014 au Yukon
- 2015 au Yukon
- 2016 au Yukon
- 2017 au Yukon
- 2018 au Yukon
- 2019 au Yukon

### Années 2020
- 2020 au Yukon
- 2021 au Yukon
- 2022 au Yukon
- 2023 au Yukon
- 2024 au Yukon
- 2025 au Yukon
- 2026 au Yukon
- 2027 au Yukon
- 2028 au Yukon
- 2029 au Yukon